# Bükkszék
Bükkszék là một thị trấn thuộc hạt Heves, Hungary. Thị trấn này có diện tích 15,3 km², dân số năm 2010 là 742 người, mật độ 48 người/km².